# Сантьяго Енеме Овоно
Сантьяго Енеме Овоно (англ. Santiago Eneme Ovono) (17 лютого 1958, Акокамі, Екваторіальна Гвінея) - політик Екваторіальної Гвінеї. Міністр закордонних справ Екваторіальної Гвінеї (1989-1992).

## Життєпис
Сантьяго Енеме Овоно народився 17 лютого 1958 року в Акокамі, Екваторіальна Гвінея. Син Кармело Енема Овоно та Саломе Мокуї де Енеме. Навчався державних школах Екваторіальної Гвінеї.
Солдат народно-революційної міліції (1976-1979); прапорщик Збройних сил Екваторіальної Гвінеї (1982-1984); Лейтенант Збройних сил Екваторіальної Гвінеї (1984-1986); Капітан Збройних сил Екваторіальної Гвінеї (1986-1989); Командувач Збройних сил Екваторіальної Гвінеї (1989); Міністр закордонних справ та співробітництва Екваторіальної Гвінеї (1989-1992).